# Literatura lésbica

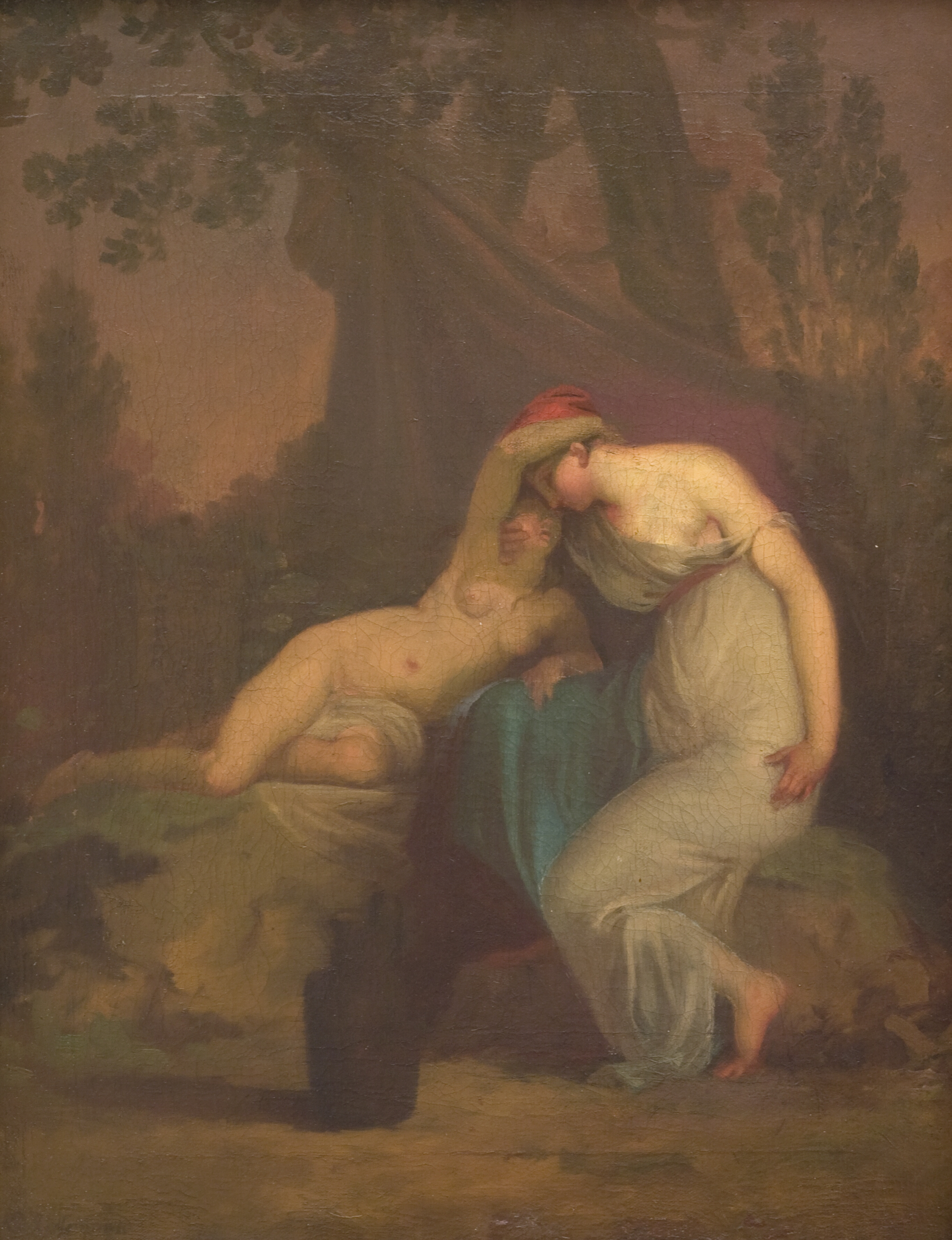
La poeta griega Safo y la muchacha de Mytilene (1809), óleo de Nicolai Abildgaard

La literatura lésbica incluye obras tanto de autoras de orientación sexual lésbica como también historias en cuyo contenido tiene cierta importancia a la temática lésbica. En ocasiones, las autoras lesbianas que no tratan esta temática en sus obras son también consideradas parte de este grupo literario. Caso contrario son aquellas obras de escritores heterosexuales que solo tratan el tema del lesbianismo en segundo plano dentro de la historia; estos no se consideran lo suficientemente importantes para incluirlos en esta categoría. 
Las obras fundamentales de la literatura lésbica se encuentran en la poesía de Safo. La producción contemporánea de este tópico se centra alrededor de pequeñas editoriales exclusivamente de corte lésbico, como también círculos de fanes en línea. Algunos trabajos se han establecido como elementos de importancia histórica y artística a través de los años. Algunas veces, este tipo de material es difícil de identificar dado que si las pequeñas editoriales especializadas no las editan, la mayoría acaba en el anonimato debido a la poca promoción de temas de corte lésbico por grandes editoriales.

## Resumen histórico

### Antigüedad
Además de la obra de Safo, la historiadora literaria Jeannette Howard Foster incluye el Libro de Rut, y la tradición mitológica antigua como los primeros ejemplos de lesbianismo en la literatura. En las historias griegas sobre divinidades a menudo se mencionan figuras femeninas cuya virtud y virginidad están intactas, que están interesadas por actividades masculinas, y que están seguidas por un devoto grupo de doncellas. Foster cita a Carmilla y Diana, Artemisa, Calisto, Iphis y Ianthe como ejemplos de figuras mitológicas femeninas que muestran una inclinación por las mujeres o desafían los papeles tradicionales del género femenino. También se debe a los griegos la difusión de la historia de una mitológica raza de mujeres guerreras, las Amazonas. En-hedu-ana, una sacerdotisa de Mesopotamia dedicada a la diosa sumeria Inanna, tiene el honor de haber firmado la primera poesía lésbica de la historia, donde ella misma se calificaba como la esposa de Inanna.

### La poesía femenina andalusí
Aunque la situación de la mujer andalusí era la de la reclusión tras el velo y el harén, hubo entre las clases superiores las que, siendo hijas únicas o sin hermanos varones, se liberaban al permanecer solteras. La llegada de los almohades en el siglo XII importó también una tradición de línea matriarcal que otorgaba cierta libertad a la mujer, propiciando algo más su acceso a la educación y producción literaria.
Otro sector que podía acceder a las tertulias donde se creaba la poesía eran las esclavas no concubinas, liberadas del velo y el harén. También en el amor eran más libres: debido a que los árabes consideraban necesario que el amado tuviera la libertad de otorgar su amor, los esclavos de ambos sexos asumían, tanto en la literatura como en el mundo real, el papel de señores de sus amantes, uno de los tópicos del amor cortés árabe. Las que más se relacionaban con el ambiente literario eran las cantoras (qiyan), que recibían una esmerada educación para satisfacer tanto física como estéticamente al hombre. Siendo el talento más apreciado el musical, las cantoras aprendían centenares de versos e improvisaban composiciones propias.
El amor descrito por las poetisas es el tópico del amor cortés árabe; en contraste con la poesía homoerótica, el amado no es descrito físicamente, con algunas excepciones. En muchos casos su obra llega como un eco de la voz y el punto de vista masculinos, y llegan a cantar la belleza femenina ajena, simulando un amor sáfico que algunos autores dudan que tuviera un paralelo en la vida real, como es el caso de las hermanas Banat Ziyad de Guadix, Hamda y Zaynab, a las que los autores atribuyen indistintamente la autoría de los poemas conservados bajo su apellido.
En uno de sus poemas, se expresa la pasión de una de las hermanas hacia una joven, dejando la duda de si es realmente homoerotismo o un mero tópico literario:

Ésa es la razón que me impide dormir:
cuando suelta sus bucles sobre el rostro,
parece la luna en las tinieblas de la noche;
es como si a la aurora se le hubiese muerto un hermano
y la tristeza se hubiese vestido de luto.

Cabe destacar la figura de la princesa Wallada bint al-Mustakfi (994 - 1077 o 1091). Hija del Califa de Córdoba Muhammad III, la muerte de su padre en 1025 le dejó una fortuna en herencia que le permitió convertir su hogar en un lugar de paso para escritores. Tuvo una relación escandalosa con el también poeta Ibn Zaidun, en cuyas antologías se suelen recoger los pocos poemas suyos que nos han llegado. Según las crónicas, la princesa Wallada se prendó de Muhya bint al-Tayyani, hija de un vendedor de higos cordobés, y cuidó de su educación hasta convertirla en poetisa. Se supone una relación lésbica entre ellas, pero no hay evidencias de ello.

### Renacimiento
Durante los diez siglos siguientes a la caída del imperio romano el lesbianismo desaparece de la literatura. Foster apunta a la visión particularmente estricta que se tenía de Eva, representante de todas las mujeres y causante de la caída de la humanidad, por lo que el pecado original entre las mujeres era una preocupación mayor, y debían cuidar su castidad especialmente por ser consideradas la fuente de la vida. Durante este periodo la mayoría de las mujeres eran analfabetas y no se les permitía acceder a la cultura, así que los hombres eran quienes se encargaban de establecer las ideas sobre la sexualidad.
El lesbianismo aparece en las cántigas de escarnio de la lírica galaicoportuguesa.

Mari'Mateu, ir-me quer'eu d'aquem,
porque non poss'un cono baratar;
alguien que mh'o daria non o tem,
e alguem que o tem non mh'o quer dar;
  Mari'Mateu, Mari'Mateu,
  tan desejosa ch'es de cono com'eu!
 
E foi deus ja de conos avondar
aquí outros que o non am mester,
e ar fezer muyto desejar
a min e ty, pero que ch'és molher;
  Mari'Mateu, Mari'Mateu,
  tan desejosa ch'es de cono com'eu!
Mari'Mateu, irme quiero de aquí
porque no puedo un coño negociar;
alguien que me lo daría no lo tiene,
y alguien que lo tiene no me lo quiere dar;
  Mari'Mateu, Mari'Mateu,
  ¡tan deseosa de coño como yo!
 
E hizo Dios de coños abundar
aquí otros que no lo tienen menester,
y hacerlo mucho desear
a mí y a ti, pero que eres mujer;
  Mari'Mateu, Mari'Mateu,
  ¡tan deseosa de coño como yo!
Afonso de Cotom, Cancionero Vaticano, Cántiga n.° 1115

Otros autores que tratan el tema son João de Menezes, Fernão da Silveira, Rodrigo de Castro o Pedro da Silva. Fernão da Silveira, por ejemplo, compuso una sátira sobre las relaciones de una dama con Guiomar de Castro y Joana de Sousa en un triángulo amoroso.
En el siglo XVI las descripciones de las relaciones entre mujeres de los escritores ingleses y franceses (Vida de las damas galantes de Brantôme de 1665, la erótica Memorias de una mujer de placer de John Cleland de 1749 o El espía inglés de varios autores de 1778) presentan una actitud que va desde la sorprendida tolerancia hasta la excitación, aunque un personaje masculino debía participar para completar el acto. Las relaciones físicas entre mujeres eran a menudo alentadas, los hombres no veían amenaza en que las mujeres mantuvieran relaciones sexuales con otras mujeres cuando no había hombres disponibles, al considerar que no serían tan satisfactorias como las de un hombre con una mujer. En el peor de los casos si una mujer se enamoraba de otra se convertía en una figura trágica. La satisfacción física y por lo tanto emocional se consideraba imposible sin la intervención de un falo natural. La intervención masculina en una relación entre mujeres se hacía necesaria cuando las mujeres actuaban como hombres y demandaban los mismos privilegios sociales. Un ejemplo de este tipo de literatura, en la que el placer entre mujeres no es posible sin pene, lo representa un poema anónimo del Siglo de Oro,

Hallándose dos damas en faldeta

tratando del amor con mucha risa,

se quitaron faldetas y camisa

por hacer más gustosa la burleta.

La una con la otra recio aprieta,

mas dales pena ver la carne lisa.

Entonces llegó Amor, con mucha prisa,

y puso entre las dos una saeta.

La una se apartó muy consolada

por haber ya labrado su provecho,

la otra se quedó con la agujeta.

Y como se miró, viéndose armada,

por el daño que el dómine había hecho

le puso por prisión una bragueta.
Anónimo

Los elementos homoeróticos en la literatura eran muy frecuentes, específicamente la confusión de un sexo por otro para engañar y seducir a una mujer inocente. Quizás el ejemplo más extraordinario en la literatura en español sea el que aparece en Los siete libros de la Diana del portugués Jorge de Montemayor. En la escena, Ismenia es un hombre, que se hace pasar por una mujer vestida de hombre para enamorar a una pastora. Aunque Ismenia sea un hombre, la pastora no lo sabe y a pesar de ello acepta el cortejo, los besos y arrumacos. Este tipo de recurso dramático fue muy común en España durante el Siglo de Oro, como muestran las obras Don Gil de las calzas verdes (1615) de Tirso de Molina o Las manos blancas no ofenden de Calderón de la Barca. En Inglaterra estos papeles se llamaban breeches role y fueron empleados con frecuencia por autores teatrales, como Shakespeare en su Noche de reyes (1601) o Edmund Spenser en The Faerie Queene (1590).

### SiglosXVIIyXVIII
Durante los siglos XVII a XIX, el hecho de que las mujeres expresasen amor apasionado entre sí estaba de moda, era aceptado e incluso era fomentado. Estas relaciones se llamaban amistades románticas o sentimentales y eran muy comunes en los Estados Unidos y Europa. Estas amistades están documentadas con una gran cantidad de correspondencia escrita por mujeres. Si este tipo de relaciones incluía una componente genital no era algo discutido públicamente, pero las mujeres podían formar relaciones estrechas y exclusivas y seguían siendo consideradas virtuosas, inocentes y castas; una relación similar con un hombre hubiese arruinado su reputación. De hecho, estas relaciones eran fomentadas como una alternativa y como un ejercicio previo al matrimonio con un hombre.
En el mundo hispano se pueden rastrear amistades románticas entre mujeres desde el siglo XVII, como la de María de Zayas y Sotomayor, novelista, y Ana de Caro, dramaturga y ensayista. Ambas vivían juntas en Madrid, ganando su sustento como escritoras, independientes de cualquier hombre. Pero quizás las más conocidas son las formadas por Sor Juana Inés de la Cruz y las virreinas Leonor Carreto de Toledo, marquesa de Mancera, y María Luisa Manrique de Lara y Gonzaga, marquesa de la Laguna de Camero Viejo, a las que dedicó encendidos poemas. A María Luisa Manrique de Lara le dio los  sobrenombres de Lisi, Lísida, Fili o Filis.

Yo, pues, mi adorada Filis,
que tu deidad reverencio,
que tu desdén idolatro
y que tu rigor venero:
[...]
Ser mujer, ni estar ausente,
no es de amarte impedimento;
pues sabes tú que las almas
distancia ignoran y sexo.
op.cit. Villena p. 108

### El siglo XIX
En Europa el lesbianismo se convirtió en un tema casi exclusivo de la literatura francesa en el siglo XIX, basándose en la fantasía masculina y el deseo de impresionar los valores morales burgueses. Honoré de Balzac, en La chica de los ojos de oro (1835), usó el lesbianismo en su historia sobre tres personas que describía la degeneración de París, y lo repitió en La prima Bette y Séraphîta. Su obra influyó en la novela de Théophile Gautier Mademoiselle de Maupin, que tiene la primera descripción física del tipo que se asociaría a las lesbianas: «alta, ancha de hombros, estrecha de caderas y de inclinación atlética .» Charles Baudelaire usará el lesbianismo como tema recurrente en sus poemas "Lesbos", "Femmes damnées 1" ("Mujeres malditas"), y "Femmes damnées 2". Criticando la sociedad francesa, además de utilizarlas como personajes chocantes, muchos de los personajes lésbicos de la literatura francesa del XIX eran prostitutas y cortesanas: personificaciones del vicio que morían temprano, con muertes violentas y con moraleja final. El poema de Samuel Taylor Coleridge "Christabel" (1816) y la novela Carmilla (1872) de Joseph Sheridan Le Fanu presentan el lesbianismo asociado al vampirismo. Estas representaciones de la homosexualidad femenina no fueron las únicas que formaron la conciencia europea sobre el lesbianismo, Krafft-Ebbing menciona las personajes de Gustave Flaubert en Salammbo (1862) y Ernest Feydeau en El conde de Chalis (1867) como ejemplos de lesbianas ya que ambas novelas muestran protagonistas femeninas que no siguen las normas sociales y que expresan sentimientos sexuales contradictorios, aunque de ninguna de ellas se muestra deseos o comportamientos homosexuales. Havelock Ellis usó ejemplos literarios de Balzac y varios poetas y escritores franceses para desarrollar su obra principal sobre la inversión de la identidad sexual en las mujeres.
Gradualmente las mujeres empezaron a ser escritoras plasmando sus propios pensamientos sobre las relaciones lésbicas en sus obras. Hasta la publicación de  El pozo de la soledad la mayoría de las obras sobre lesbianismo habían sido escritas por hombres. Foster sugiere que las mujeres habían sido reacias a escribir sobre sus propias vidas o utilizar el tema de la homosexualidad, y que algunas escritoras como Louise Labé, Charlotte Charke y Margaret Fuller habrían masculinizado los personajes de sus obras literarias o habrían plasmado las relaciones de forma ambigua. La escritora George Sand fue representada como personaje en varias obras del siglo XIX. El escritor Mario Praz acreditó la popularidad del lesbianismo como tema con la aparición de Sand en la sociedad parisina de la década de 1830. La novela de Charlotte Brontë Villette (1853) inició el género de las historias de internados con temas homoeróticos.

### El siglo XX

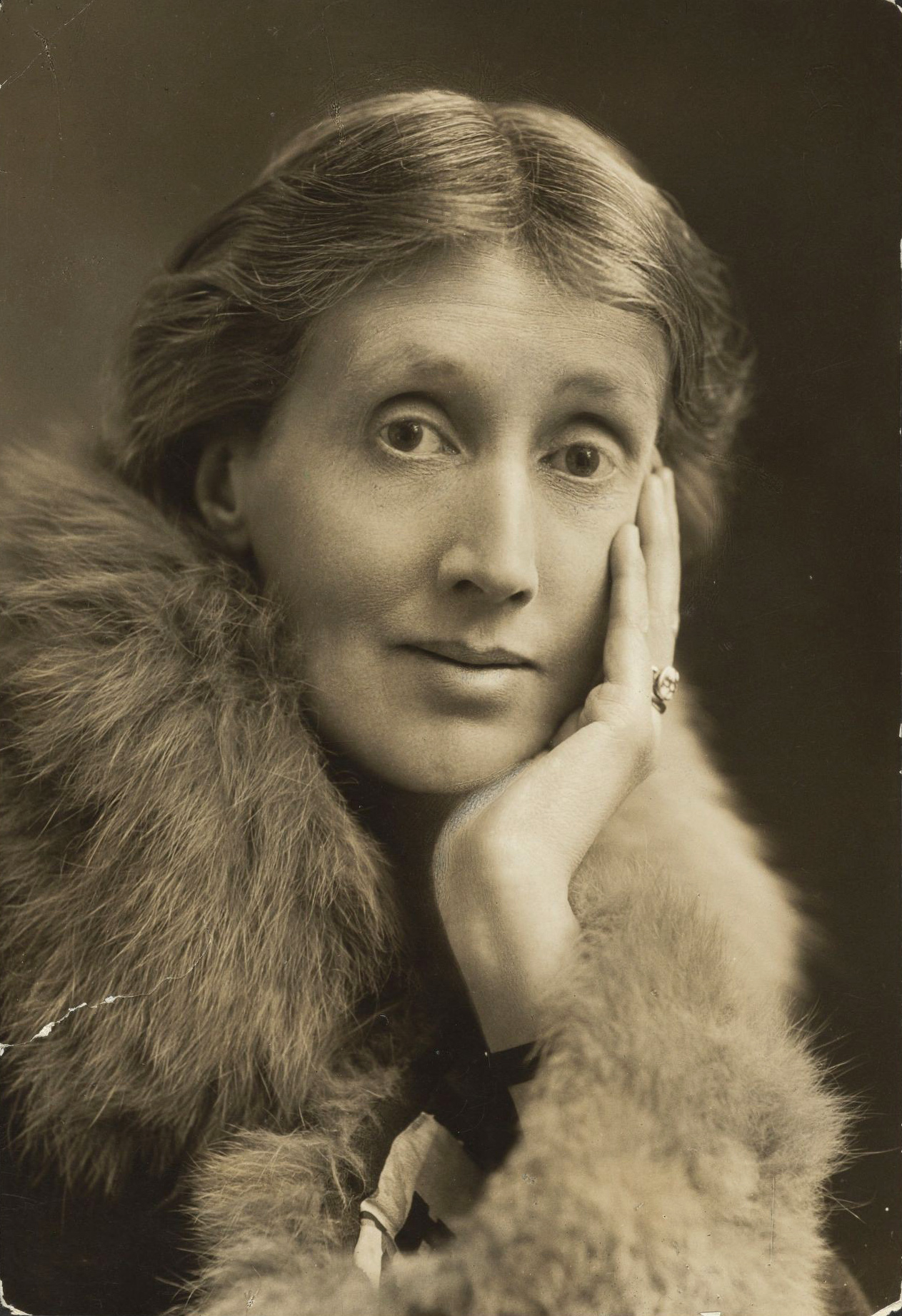
Retrato de Virginia Woolf.

A comienzos del siglo XX tanto en Londres como en París, en una atmósfera y un clima intelectual y artístico resplandeciente, se crearon las primeras comunidades de mujeres poetas, escritoras y artistas. Algunas de las mujeres parisinas más conocidas fueron: Marguerite Yourcenar (primera mujer elegida para integrar la Academia francesa), Natalie Clifford Barney, Gertrude Stein, Tamara de Lempicka, Colette y sus amigas Natalie Clifford Barney y Liane de Pougy; algunas de las mujeres lesbianas londinenses más conocidas en ese entonces fueron Virginia Woolf, Katherine Mansfield y Jeanette Winterson. En Alemania dominaba el modelo de la sexualidad intermedia, gracias a la influencia del primer movimiento homosexual, que impulsó a autores que defendían la aceptación social de los homosexuales, como fue el caso de Aimée Duc en su novela Sind es Frauen? (1901; ¿Son mujeres?). El personaje lésbico más conocido de la época es sin duda la condesa de Geschwitz, que aparece en las obras Erdgeist (1895, El espíritu de la tierra) y Die Büchse der Pandora (1904, La caja de Pandora) de Frank Wedekind en relación con la protagonista, Lulu. Como todos los personales homosexuales de la época, la condesa acaba de forma trágica.
En España también hubo un tímido despertar de la literatura lésbica a principios del siglo XX. La primera obra en tratar del tema fue Zezé (1909) de Ángeles Vicente. En 1929 se estrenó la primera obra teatral que trataba del tema, Un sueño de la razón de Cipriano Rivas Cherif. La única que se atrevió a publicar versos homoeróticos fue Lucía Sánchez Saornil. Otras autoras hicieron referencias al lesbianismo de forma más velada, como Carmen de Burgos (Colombine).
Las escritoras de la primera mitad del siglo XX utilizaban frecuentemente mensajes cifrados como una forma de enmascarar la temática lesbiana; personajes que cambian de sexo como en el Orlando de Virginia Woolf, muchas novelas con historias entre hombres gays, como Marguerite Yourcenar; historias abiertamente lésbicas, pero algunas de ellas escritas bajo un seudónimo, como el caso de Patricia Highsmith y su libro El precio de la sal de 1951 firmado como Claire Morgan, dan cuenta de esta situación. En Alemania, las dos grandes autoras lésbicas de la época de Entreguerras fueron Christa Winsloe y Anna Elisabet Weirauch. La primera es conocida por su novela Mädchen in Uniform (1931; Niñas de uniforme) que más tarde se convertiría en la primera película lésbica de la historia. Weirauch es conocida por su trilogía Der Skorpion (1919, 1920, 1931; El escorpión) que trata sobre una lesbiana en busca de su identidad.
Otras escritoras como Amy Lowell, H.D., Vita Sackville-West y Gale Wilhelm también abordaron en sus obras relaciones lésbicas o transformaciones de género como tema. Otras como Mary Renault y Carson McCullers escribieron o tradujeron obras de ficción que se centraron en los varones homosexuales, aunque ambas mantuvieron relaciones lésbicas, sus principales amigos fueron hombres gays.
Cuando los libros en rústica se pusieron de moda, los temas lésbicos quedaron relegados a la pulp fiction. Éste es un género literario que hace referencia  a publicaciones baratas y de escasa calidad material que fueron muy populares en los Estados Unidos desde 1896 hasta finales de la década de 1950. En particular, el término Pulp deriva del papel de pulpa de madera barato en el que se imprimían las revistas, haciendo referencia a un formato de encuadernación en rústica, barato y de consumo popular, de revistas especializadas en narraciones e historietas de diferentes géneros de la literatura de ficción.
Tras la II Guerra Mundial apareció una tendencia subversiva en la publicación que permitió que se escribieran libros baratos y de gran distribución que trataban temas considerados "sucios", como drogas, pandillas de delincuentes, trata de blancas (hoy llamada "trata de personas"), crimen, asesinato y homosexualidad. Debido a que no era literatura respetada, no fue censurada. La censura estaba presente, desde luego, pero solo se aplicaba sobre el material en crudo; es decir, uno podía rozar los tópicos más «abominables» siempre que estuviesen dentro de un marco literario que lo justifique.

Este tipo de literatura era frecuentemente la única referencia lésbica a la que podían recurrir las mujeres de la época. Natasha Frost la nombra "salvadora de vidas". Espejo Gótico menciona que fue fundamental para construir la identidad de las lesbianas, ya que sus intereses estaban ausentes de cualquier pieza de la cultura popular. La escritora Donna Allegra recuerda sus lecturas de la pulp fiction lésbica como:
Sin importar qué tan avergonzada y ruborizada me sentía cuando iba a la caja registradora a comprar esos libros, me era absolutamente necesario tenerlos. Los necesitaba de la misma manera que necesitaba comida y refugio para sobrevivir.
Sin embargo, una crítica que se le realiza a la literatura pulp lésbica es que muchas historias contribuían a mitos de lesbianas, mujeres que son abandonadas por los hombres pueden ser seducidas y violadas por lesbianas predadoras (habitualmente marimachos). La descripción del lesbianismo en las prisiones, en el ejército y en los internados fue un tema muy empleado. El lesbianismo estaba relacionado con menudo con otros temas que se consideraban salaces o escandalosos en la época: brujería, satanismo, BDSM, orgías y voyeurismo. También, la mayoría de las obras literarias del género presentaban tópicamente a mujeres muy infelices, o relaciones que terminaban trágicamente. Marijane Meaker posteriormente escribió que le aconsejaron terminar negativamente la historia de Spring Fire porque los editores estaban preocupados porque de no ser así los libros podrían ser confiscados por el servicio postal de los EE. UU.

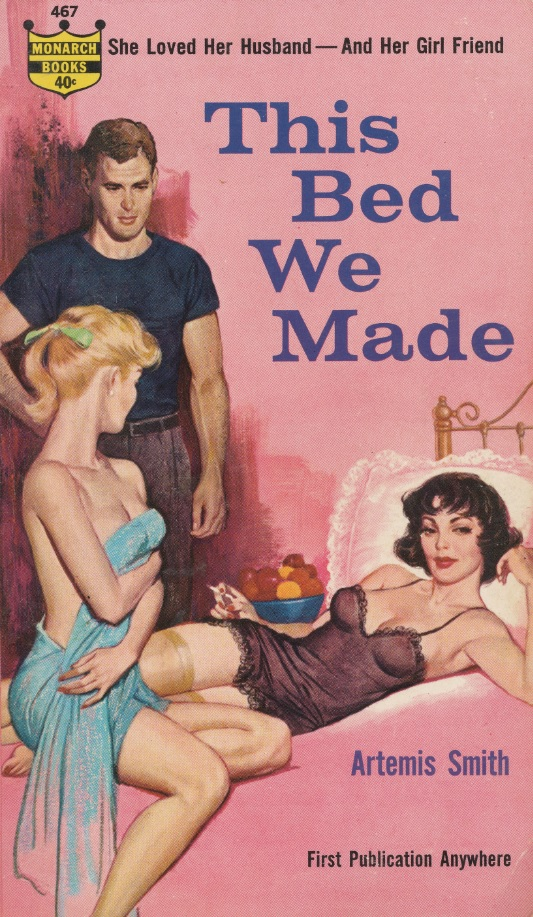
En 1961, Artemis Smith publicó This Bed We Made, sobre una mujer joven que no puede encontrar satisfacción sexual con su marido.

Muchos de los textos del género estaban escritos por hombres, sin embargo, por lo menos 50 títulos fueron escritos por mujeres.  La académica Yvonne Keller llama a estos “pro-lesbianas”, en oposición a la más común “aventura viril”. Las novelas pro lesbianas son las que cambiaron la vida de las mujeres y, al hacerlo, pasaron la prueba del tiempo: los libros de Marijane Meaker, Valerie Taylor, Artemis Smith y Ann Bannon. Estos autores escribieron para mujeres, y se notaba. "Esperaba que las mujeres los encontraran y los leyeran", dice Bannon, una decana del género, que ahora tiene ochenta y tantos años. “No estaba lo suficientemente seguro de mi habilidad o habilidad para llegar a ellos, o incluso cuán ampliamente se distribuyeron los libros, como para esperar que hicieran algún bien en el mundo. Pero ciertamente tenía eso en el fondo de mi mente”. Algunas escritoras de pulp lésbico fueron: Marijane Meaker, Marion Zimmer Bradley y Ann Bannon. 
Tras los disturbios de Stonewall los temas lésbicos se hicieron mucho más diversos y complejos, desplazando el tema del lesbianismo del erotismo para hombres heterosexuales a obras escritas para las lesbianas. Las revistas feministas como The Furies y Sinister Wisdom reemplazaron a The Ladder. Escritoras serias que incluyeron personajes y tramas lésbicas en sus obras como Rita Mae Brown en Rubyfruit Jungle (1973), que presenta una heroína feminista que elige ser lesbiana. La poetisa Audre Lorde se enfrentó a la homofobia y el racismo en sus obras y Cherríe Moraga es la principal responsable de llevar la perspectiva latina a la literatura lésbica. El cambio de valores es evidente en los escritos de Dorothy Allison, que se centró en el abuso sexual de menores y los temas deliberadamente provocativos como el sadomasoquismo lésbico.

### ElsigloXXI
En décadas recientes han proliferado las escritoras que tocan temas lésbicos como Jeanette Winterson, el mundo fantástico proyectado en los libros de Marion Zimmer Bradley. También se suman escritoras de habla española como: Ana María Moix, Núria Añó, Sylvia Molloy, Ena Lucía Portela, Esther Tusquets, Rosamaría Roffiel, Susana Guzner, Zoé Valdés, Lola Vanguardia, Lucía Etxebarria, Isabel Franc, Thaís Morales, Odette Alonso, Isabel Prescolí, Artemisa Téllez, Cristina Peri Rossi, Luz María Umpierre y Yolanda Arroyo Pizarro.
En México hay pocas autoras que hayan abordado abiertamente la temática homosexual, pero destacan dos obras: Amora de Rosamaría Roffiel e Infinita de Ethel Krauze. En años recientes pueden mencionarse obras como Eses fatales, publicada en 2005 por Sonia Manzano y considerada la primera novela lésbica escrita por una ecuatoriana.